# Parafia Przemienienia Pańskiego w Sawinie
Parafia Przemienienia Pańskiego w Sawinie – parafia rzymskokatolicka w Sawinie, należąca do archidiecezji lubelskiej i Dekanatu Chełm – Zachód. Mieści się przy ulicy Kościelnej.

## Historia
Parafia została erygowana w 1531 roku. Obecny kościół murowany został zbudowany w latach 1731–1741 z fundacji Barbary Dłużewskiej. 22 października 1751 roku odbyła się konsekracja kościoła, której dokonał bp Józef Eustachy Szembek. W 1957 roku dekanat chełmski został podzielony na dekanat Chełm – Wschód i dekanat Chełm – Zachód. 

## Zasięg parafii
Do parafii należą wierni z następujących miejscowości:  Sawin, Aleksandrówka, Bachus, Chutcze, Kozia Góra, Łowcza, Malinówka, Petryłów, Serniawy, Tomaszówka, Wólka Petryłowska.